# استفانوتیس
استفانوتیس  (نام علمی: Stephanotis) نام یک سرده از زیرخانواده استبرق است.